# Renault Type AG

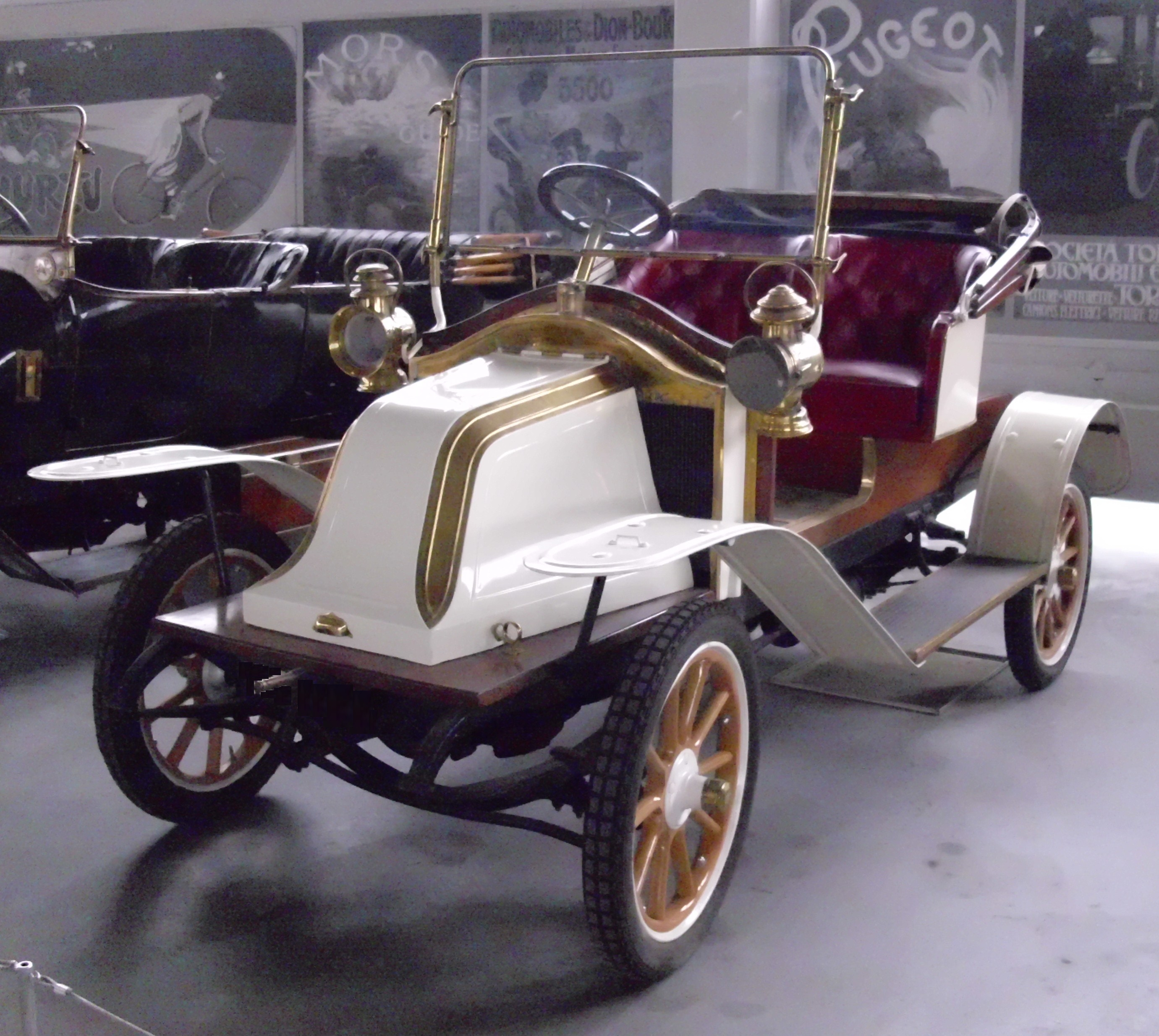
Offener Zweisitzer (1910)

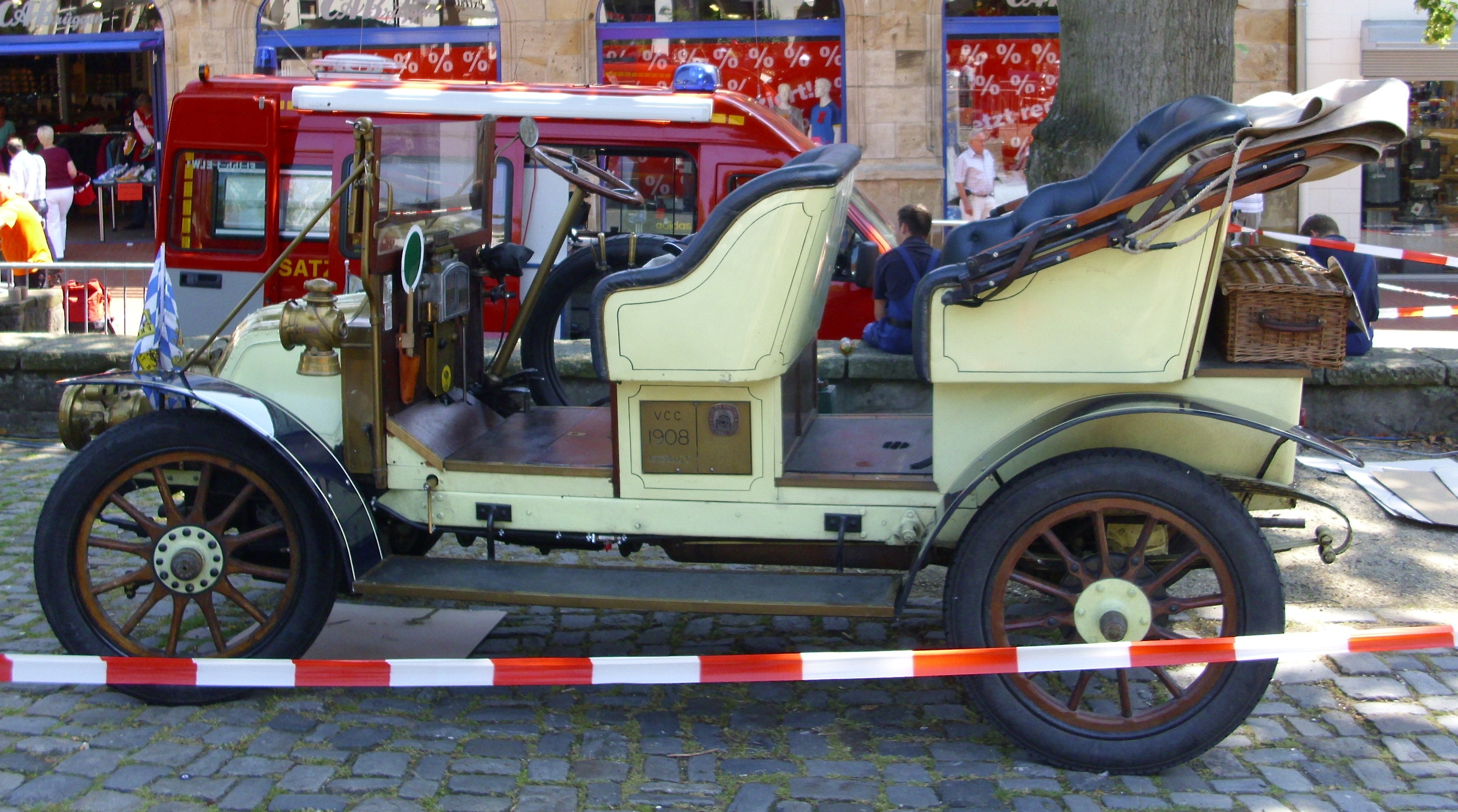
Doppelphaeton von Bagley & Ellis (1908)

Der Renault Type AG war ein frühes Personenkraftwagenmodell von Renault. 1907 wurde daraus der Renault Type AG-1. Beide wurden auch 8 CV bzw. 8/9 CV im Jahre 1909 bzw. ab 1910 9 CV genannt. Mehrere tausend Exemplare wurden als Taxi eingesetzt.

## Beschreibung
Das Modell löste 1905 den Renault Type Z in der Variante Type Z (b) ab. Varianten stellten der Renault Type AL und der Renault Type AN dar. Nachfolger wurde 1919 der Renault Type FD.

### Renault Type AG
Die nationale Zulassungsbehörde erteilte am 26. September 1905 seine Zulassung.
Ein wassergekühlter Zweizylindermotor mit 75 mm Bohrung und 120 mm Hub leistete aus 1060 cm³ Hubraum 8 PS. Die Motorleistung wurde über eine Kardanwelle an die Hinterachse geleitet. Die Höchstgeschwindigkeit war je nach Übersetzung mit 34 km/h bis 46 km/h angegeben.
Bei einem Radstand von 262 cm und einer Spurweite von 126 cm war das Fahrzeug 360 cm lang, 155 cm breit und 215 cm hoch. Das Fahrgestell wog 540 kg, das Komplettfahrzeug 1050 kg. Die Karosserieversion Landaulet ist überliefert.
Das Fahrgestell kostete 5700 Franc.

### Renault Type AG-1
Diese Ausführung erhielt am 18. November 1907 seine Zulassung von der nationalen Zulassungsbehörde. Die Bohrung war auf 80 mm erhöht, sodass sich ein Hubraum von 1206 cm³ ergab. Die Leistung war nun mit 7 PS angegeben. Steuerklasse und Geschwindigkeit blieben unverändert.
Der Radstand betrug zunächst 255 cm, ab 1910 253 cm, ab 1911 258 cm und ab 1913 258,5 cm. Die Spurweite maß 132 cm. Das Fahrzeug war zunächst 351 cm lang und ab 1911 oder 1913 375 cm. Die Breite betrug zunächst 155,6 cm, 162,5 cm ab 1910 und 160 cm ab 1911 oder 1913.
Das Fahrgestell kostete zunächst ebenfalls 5700 Franc. Im Dezember 1907 oder 1909 stieg der Preis auf 5900 Franc und 1913 sank er auf 5600 Franc.
Ab 1912 war die Ausführung G 3 für die Taxigesellschaft Compagnie Générale des Voitures à Paris mit Linkslenkung erhältlich.
Die Taxis waren üblicherweise als Landaulet karosseriert. Daneben gab es Ausführungen als Limousine, Phaeton, Doppelphaeton und Kastenwagen.

## Abnehmer
Renault gründete im März 1905 die Taxi-Gesellschaft Compagnie Française des Automobiles de Place. Diese Gesellschaft nahm 1905 250 Fahrzeuge, 1906 1000 Fahrzeuge und 1909 erneut 1500 Fahrzeuge ab. Daneben gab es zwei weitere Pariser Taxigesellschaften, die bevorzugt dieses Modell abnahmen. Die Fahrzeuge dieser drei Gesellschaften erhielten unterschiedliche Kennzeichen, die auf G 2 (für die Taxigesellschaft Kermina Métropole), G 3 und G 7 endeten. Von den rund 10.000 Taxis, die 1914 in Paris existierten, waren über 80 % von diesem Modell.

## Taxi de la Marne
Zu Beginn des Ersten Weltkriegs fuhren rund 1300 dieser Taxis französische Soldaten an die Front zur Ersten Schlacht an der Marne. Daher stammt der Name „Taxi de la Marne“.

## Typenbezeichnung
Renault war das einzige französische Unternehmen, das bald vom Automobil über Traktoren, Panzer, Busse, Schienenfahrzeuge, Schiffs- und Flugzeugmotoren etc. das ganze Spektrum moderner Transportmittel erfasste. Neuentwicklungen wurden chronologisch mit den Buchstaben A bis Z, danach mit den Buchstabenfolgen AA, AB, ... ZZ und schließlich AAA usw. bezeichnet. So trug der vor dem AG entwickelte Rennwagen die beiden Buchstaben AF, das Nachfolgemodell des AG wurde als AH herausgebracht. Ein FT war hingegen ein Panzer, NK ein Triebwagen. Diese Methode wurde bis zur Verstaatlichung des Unternehmens im Jahr 1945 beibehalten.
Bezeichnungen wie AG, FT oder NK haben daher keinen direkten Bezug zum Fahrzeugtyp. Sie resultieren lediglich aus dem ersten Baujahr und ermöglichen Rückschlüsse auf die zeitliche Reihenfolge.